# Hecalus ribauti
Hecalus ribauti är en insektsart som beskrevs av Jean François Villiers 1956. Hecalus ribauti ingår i släktet Hecalus och familjen dvärgstritar. Inga underarter finns listade i Catalogue of Life.